# Rogoschskoje-Friedhof
Der Rogoschskoje-Friedhof (russisch Рогожское кладбище) ist ein Friedhof im Osten von Moskau. Er ist das religiöse und administrative Zentrum der größten Religionsgemeinschaft der Altgläubigen in Russland, der Russisch-Orthodoxen Altritualistischen Kirche. Das Oberhaupt der Russisch-Orthodoxen Altritualistischen Kirche, der Metropolit von Moskau und ganz Russland, hat seinen Sitz auf dem Rogoschskoje-Friedhof.

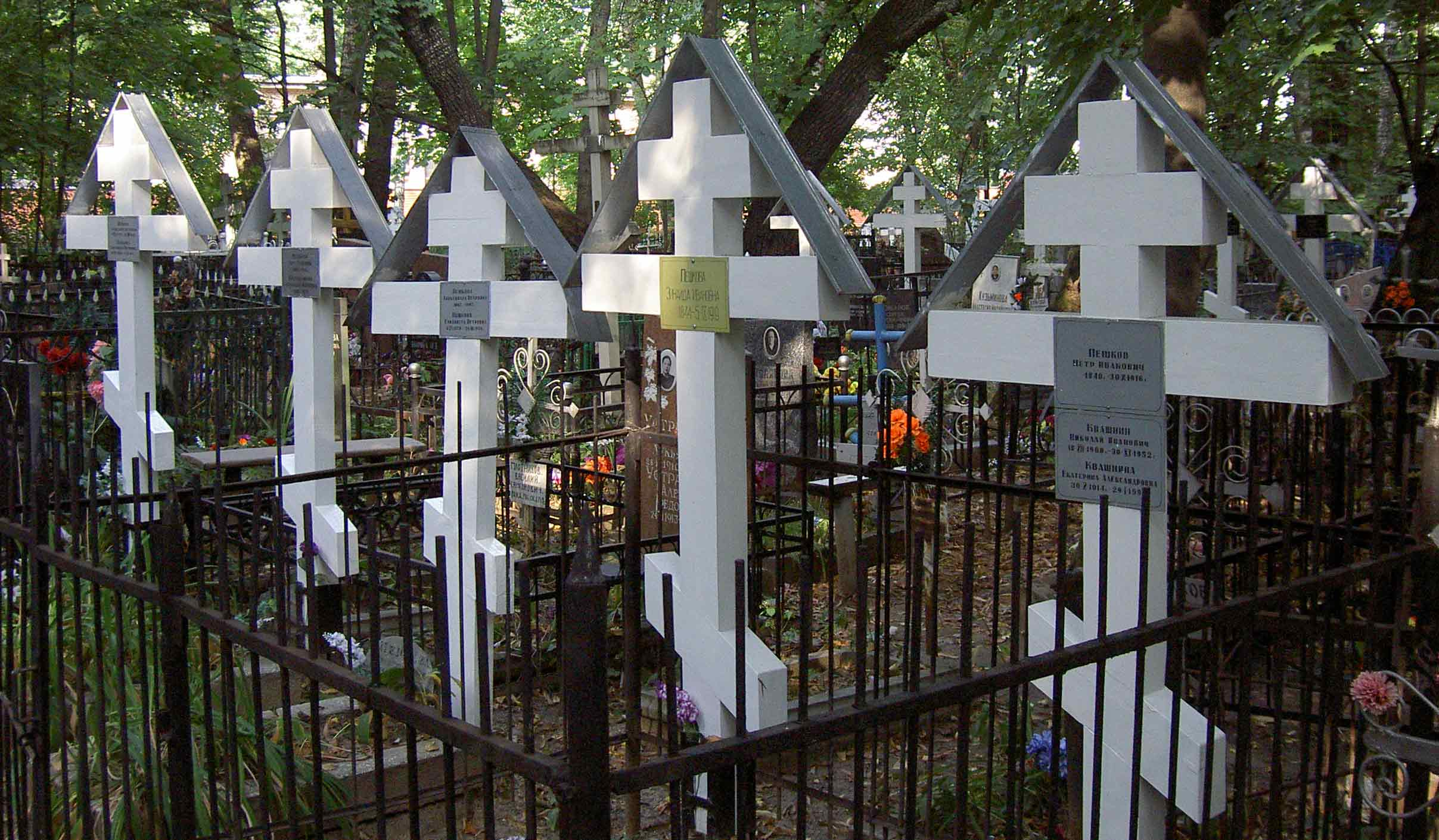
Altorthodoxe Gräber auf dem Rogoschskoje-Friedhof

## Geschichte
1771, unter Zarin Katharina II., wurde den Altgläubigen in Moskau ein Grundstück vor dem Rogoschskaja-Stadttor zugeteilt. Dort sollten sie ihre Toten beisetzen, die an der Pest gestorben waren, die zu dieser Zeit in der Stadt herrschte. An dieser Stelle entstand ein eigenes kleines Stadtviertel der Altgläubigen mit Zellen, Armenhäusern und Kirchen. Im 19. Jahrhundert wurde der Rogoschskoje-Friedhof das Zentrum der priesterlichen Altgläubigen (Popowzy).
1856 wurden die Altäre der Altgläubigen auf dem Rogoschskoje-Friedhof versiegelt. Erst 1905 wurden sie auf Erlass von Zar Nikolaus II. wieder freigegeben.

## Beschreibung

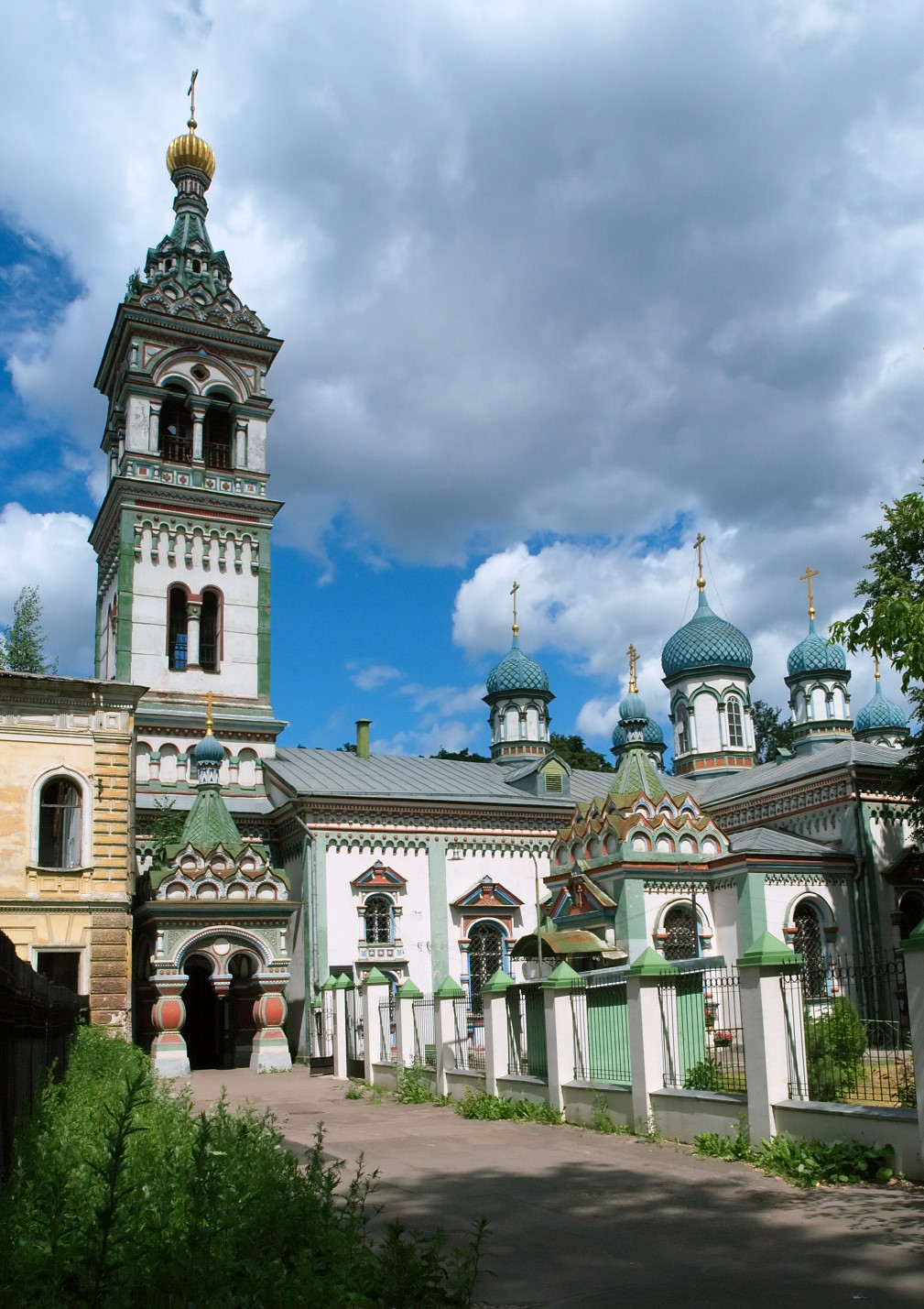
Nikolaikirche

Weil die reichsten Kaufleute Russlands Altgläubige waren, sind die Grabmäler auf dem Rogoschskoje-Friedhof besonders prunkvoll.
Auf dem Rogoschskoje-Friedhof steht der Rogoschskoje-Glockenturm, der in den Jahren 1907 bis 1913 zum Gedächtnis an die Entsiegelung der Altäre des Friedhofes nach einem Projekt des russischen Architekten Fjodor Fjodorowitsch Gornostajew erbaut wurde. Er ist mit einer Höhe von 80 m nur einen Meter niedriger als der höchste Glockenturm in Moskau, der Glockenturm Iwan der Große im Kreml.
Die Sommerkirche Mariä Schutz und Fürbitte wurde 1790–1792 Jahren nach den Plänen des Baumeisters Matwei Kasakow errichtet.
Die Christi-Geburts-Kirche wurde 1804 im Stil des Neobarock erbaut und wird als Winterkirche genutzt.
Im Norden des Geländes befindet sich außerdem die Nikolaikirche, die 1776 an der Stelle erbaut wurde, an der die ursprüngliche hölzerne Kapelle stand. Seit 1854 wird sie von den Altgläubigen genutzt. Südlich davon befindet sich die Michaeliskirche, die ebenfalls den Altgläubigen gehört. Hier befindet sich auch die Residenz des Metropoliten der Russisch-Orthodoxen Altritualistischen Kirche Russlands.

## Kunst
Der altgläubige Kaufmannssohn Parfjon Semjonowitsch Rogoschin aus dem Roman „Der Idiot“ von Dostojewski erhielt seinen Namen in Anlehnung an den Namen des Rogoschskoje-Friedhofs.